# اردوئوآ
شهر اردوئوآ (به فرانسوی: Ardooie) در شهرستان تیئلت در استان فلاندری غربی در منطقه فلاندری در کشور بلژیک واقع شده‌است.

## نگارخانه

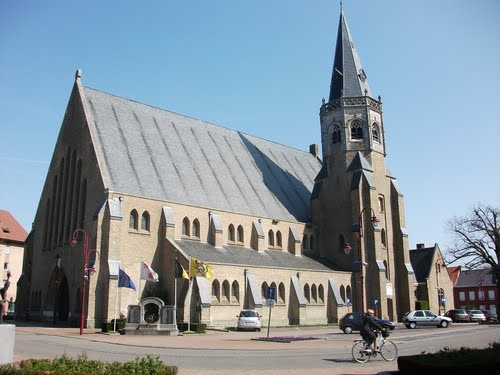
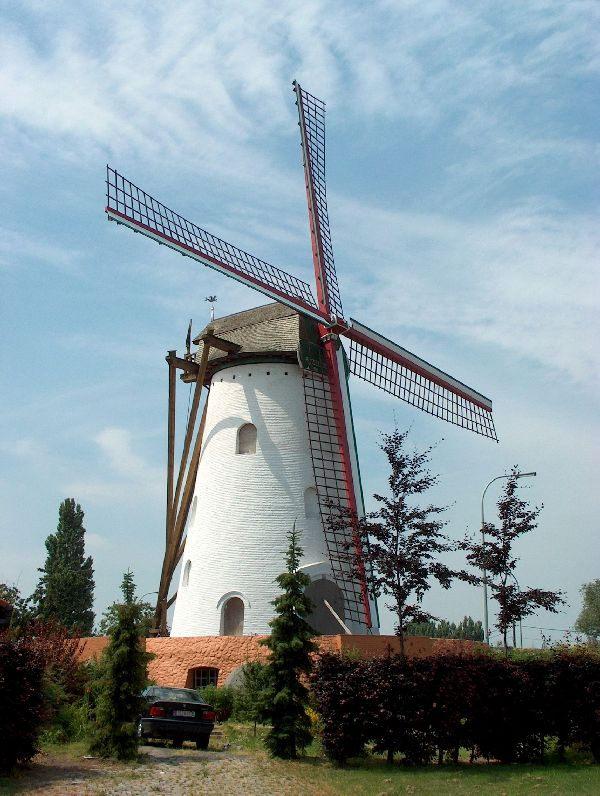
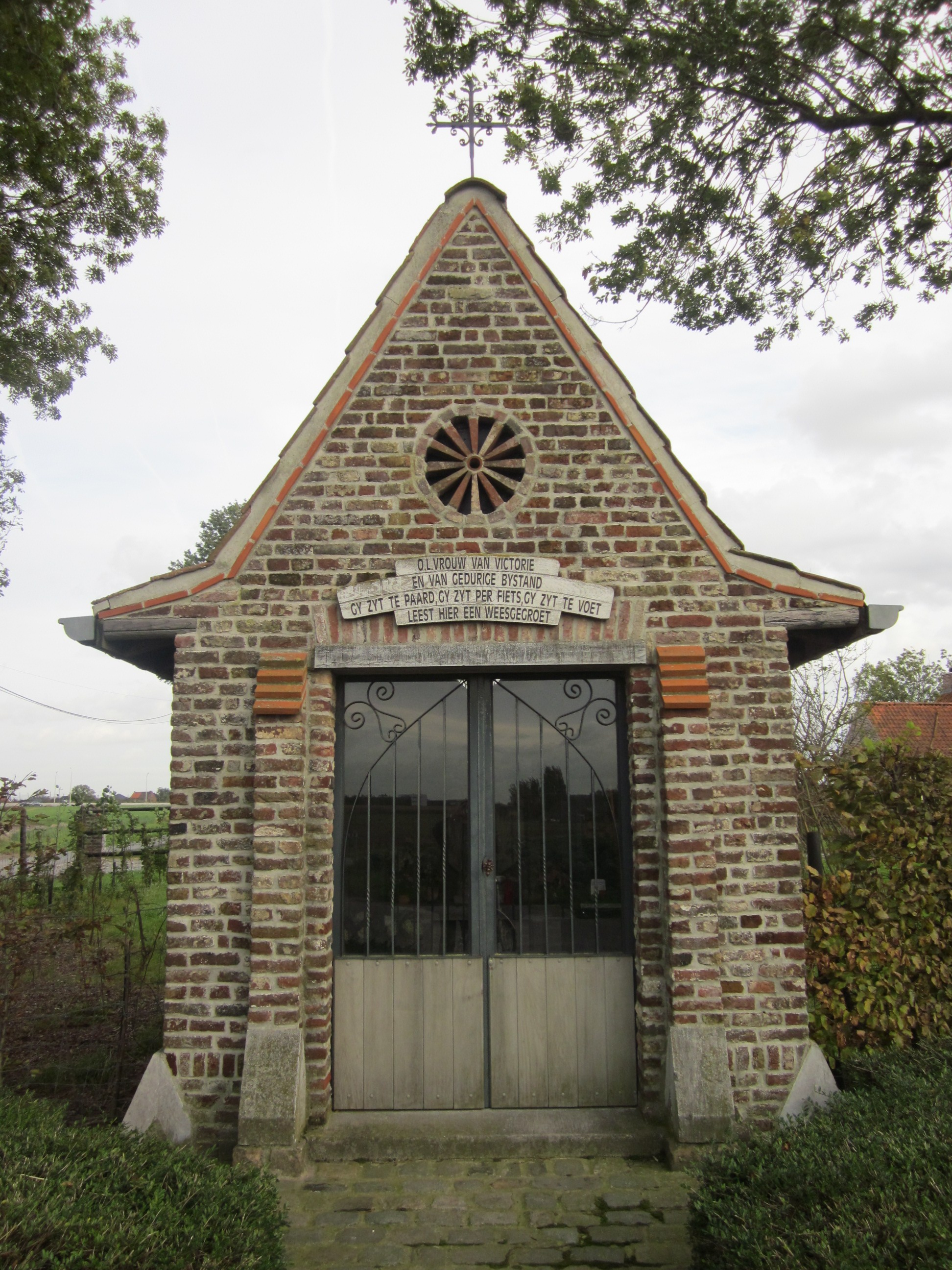
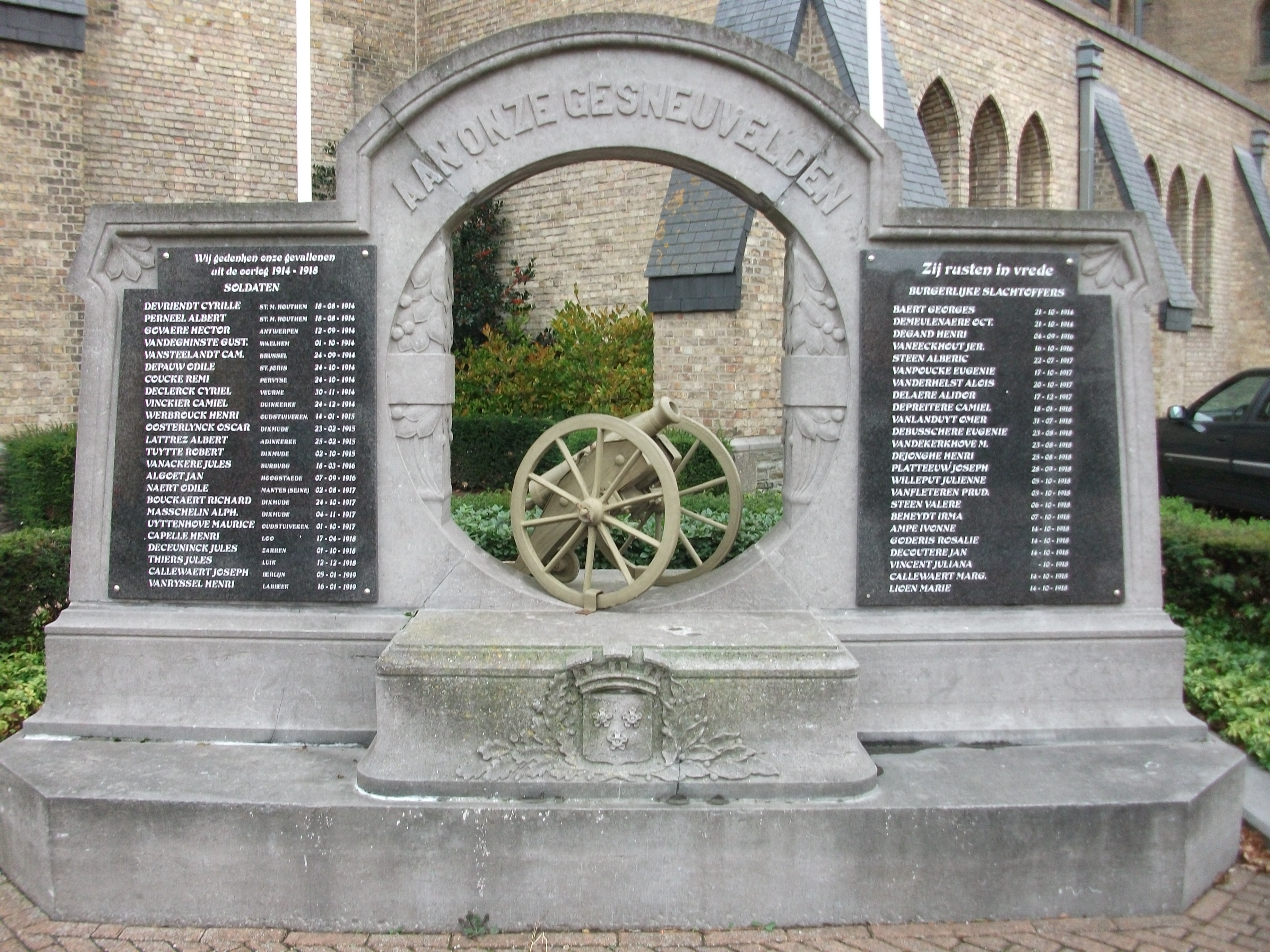
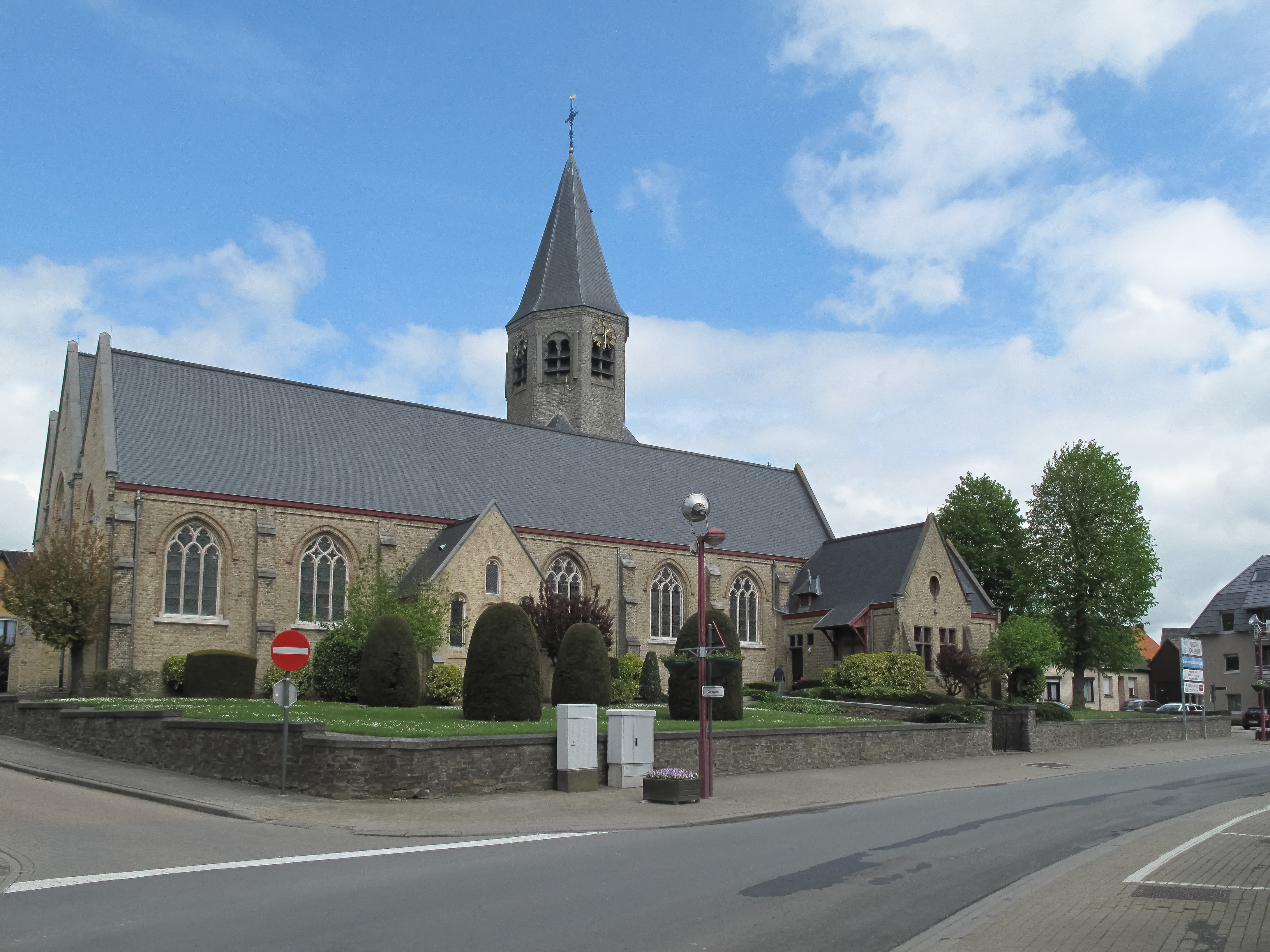